# Tupolev Tu-444

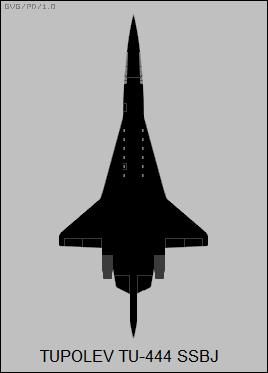
Mô phỏng Tupolev Tu-444 khi nhìn từ trên xuống

Tupolev Tu-444 là một khái niệm về máy bay siêu thanh thương gia của công ty Tupolev Nga. Tupolev có nhiều kinh nghiệm trong việc phát triển các máy bay vận tải siêu thanh với các dự án như Tu-144, Tu-144L và máy bay siêu thanh chiến đấu tầm xa Tu-22 và Tu-160.

## Đặc điểm kỹ thuật (Tu-444)
- Phi đội: 2 phi công, 1 người phục vụ
- Sức chứa: 6-10
- Chiều dài: 36 m (118 ft 1 in)
- Sải cánh: 16.2 m (53 ft 1 in)
- Chiều cao: 6.51 m (21 ft 4 in)
- Diện tích cánh: 136 m² (1,460 ft²)
- Trọng lượng rỗng: 19,300 kg (42,550 lb)
- Trọng lượng chất tải:
- Trọng lượng cất cánh tối đa: 41,000 kg (90,400 lb)
- Động cơ (phản lực)= NPO Saturn AL-32M
- Kiểu: động cơ phản lực cánh quạt đẩy
- Số lượng động cơ: 2
- Lực đẩy: 95 kN (21,400 lbf)
- Tốc độ tối đa:
- Tốc độ bay tiết kiệm nhiên liệu: Mach 2, 2,125 km/h (1,320 mph)
- Trần bay:
- Tầm hoạt động: 7,500 km (4,660 mi)
- Tốc độ lên:
- Chất tải cánh: 300 kg/m² (29 lb/ft²)
- Lực đẩy/trọng lượng: 0.48